# Yvette Wilson
Yvette Wilson (Los Angeles, 6 maart 1964 – aldaar, 14 juni 2012) was een Amerikaans actrice en comédienne. Zij was bekend om haar rol als Andell Wilkerson in de televisieserie Moesha en haar spin-off The Parkers.
Zij was getrouwd met Jerome Harry tot haar dood in 2012. Ze stierf op 48-jarige leeftijd aan de gevolgen van baarmoederhalskanker.

## Filmografie
- Poetic Justice (1993)
- Blankman (1994)
- House Party 3 (1994)
- Friday (1995)
- Don't Be a Menace to South Central While Drinking Your Juice in the Hood (1996)
- Ganked (2005)

## Televisieseries
- In Living Color (1992 en 1993)
- Uptown Comedy Club (1992)
- Thea (1993-1994)
- Moesha (1996-2000)
- Jungle Club (1996)
- The Jamie Foxx Show (1997)
- The Parkers (1999-2004)